# Rocca Pietore
Rocca Pietore est une commune italienne de la province de Belluno, dans la région Vénétie.

## Géographie
La commune de Rocca Pietore s'étend sur le versant droit de la vallée du Cordevole, du lac d'Alleghe à la vallée de Laste vers le nord, et à la Marmolada vers l'ouest, jusqu'aux confins de la région Trentin-Haut-Adige.
Le village de Rocca Pietore se situe à l'entrée du Val Pettorina, juste en dessous de Col di Rocca. En amont de Sottoguda, les gorges dites Serrai di Sottoguda mènent à Malga Ciapela, d'où part le plus haut téléphérique des Dolomites, atteignant la Punta Rocca (alt. 3269 m), sur la crète sommitale de la Marmolada). Au-delà, la route du Passo di Fedaia (alt. 2057 m) rejoint le Val di Fassa, dans la province de Trente.

## Histoire
Rocca Pietore, qui s'appelait anciennement Roccabruna, trouve son origine dans un manoir ou un fort situé sur la position stratégique que constitue le col de Rocca, et dépendant du château d'Andraz. La Magnifica Comunità di Rocca vécut de façon autonome pendant environ 400 ans, tournée vers le Tyrol, avant d'être rattachée à la province de Belluno.

## Monuments
A Rocca Pietore, l'église Santa Maria Maddalena construite en 1442 abrite des œuvres de Pötsch, Bonifazio Frigimelica, Pietro degli Stefani, De Biasio et un beau chemin de croix peint sur verre.
Les églises San Rocco de Sottoguda et San Gottardo de Laste datent du XVe siècle. A Leda, se trouve l'église Regina Pacis et à Digora, l'église Saint-Joseph.
Les chapelles Sant'Antonio di Padova à Sottoguda, San Pietro à Col di Rocca et Madonna delle Dolomiti sur la Punta Rocca, dans le massif de la Marmolada, méritent aussi d'être signalées.

## Administration
| Période                                  | Période | Identité | Étiquette | Qualité |
| ---------------------------------------- | ------- | -------- | --------- | ------- |
|                                          |         |          |           |         |
| Les données manquantes sont à compléter. |         |          |           |         |

### Population
- 2006 : 1 397 habitants
- 2008 : 1 451 habitants

### Hameaux
Dans la vallée de Laste, en amont de Rocca Pietore, se trouvent les hameaux de Saviner di Laste, Laste, Moé di Laste, Sopracordevole et Digonera, et en aval, Masaré et Santa Maria delle Grazie.
Dans le Val Pettore, en amont de Rocca Pietore, Pezzè, Bosco Verde, Sottoguda, Malga Ciapela et Pian de Lobbia.

### Communes limitrophes
Alleghe, Canale d'Agordo, Canazei, Colle Santa Lucia, Falcade, Livinallongo del Col di Lana, Pozza di Fassa, San Tomaso Agordino, Soraga, Vallada Agordina

## Galerie de photographies

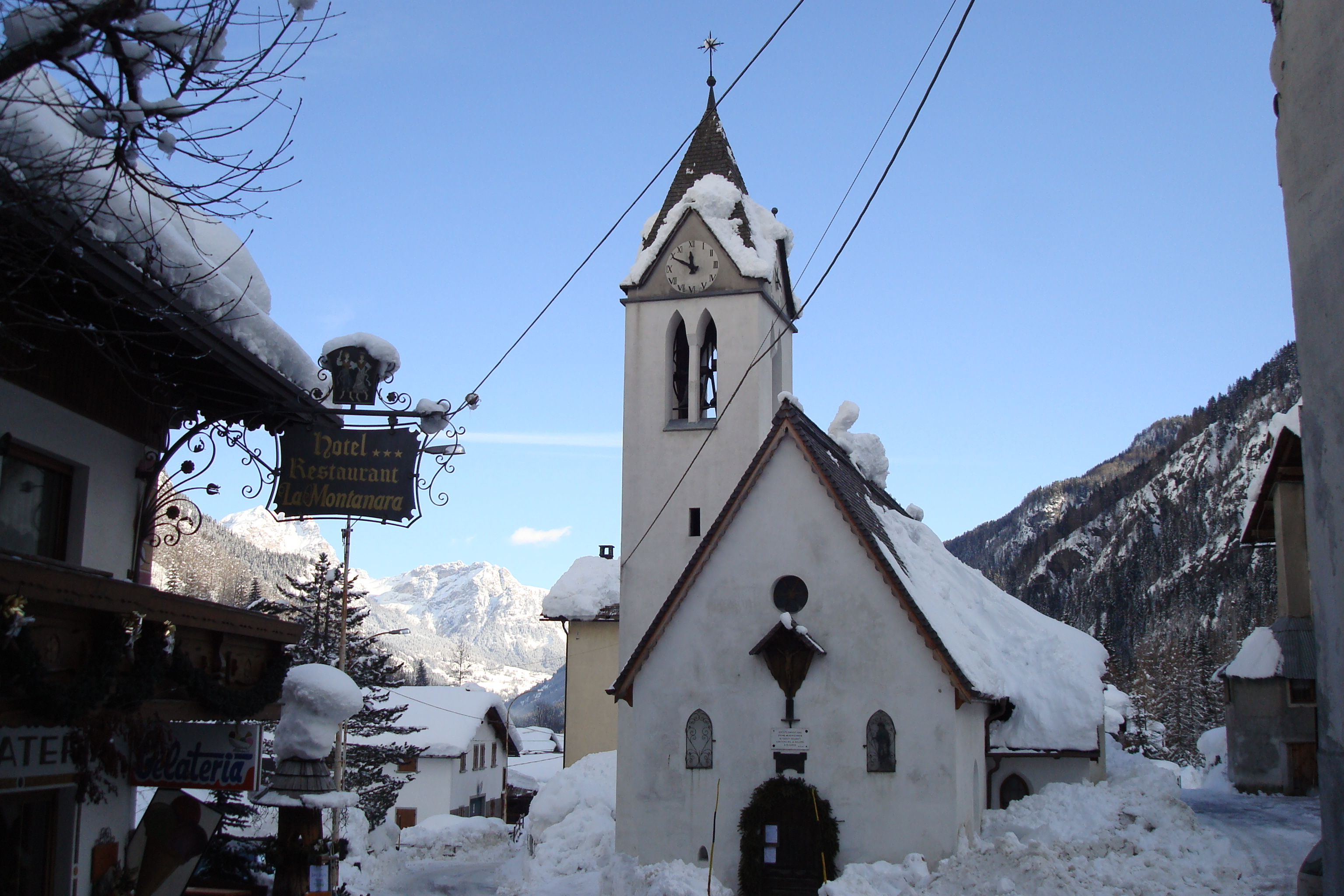
Église San Rocco à Sottoguda.
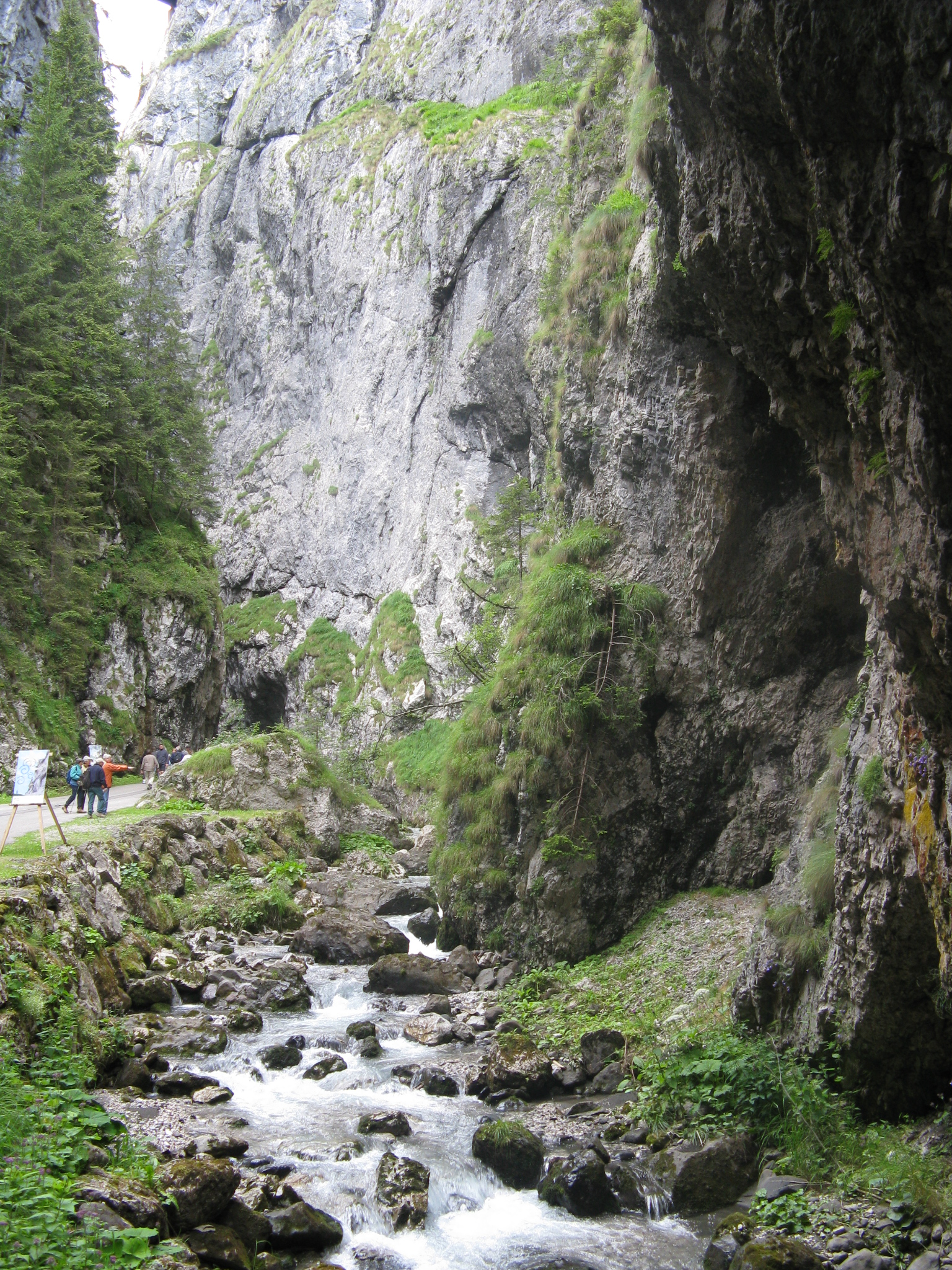
Gorges de Sottoguda.
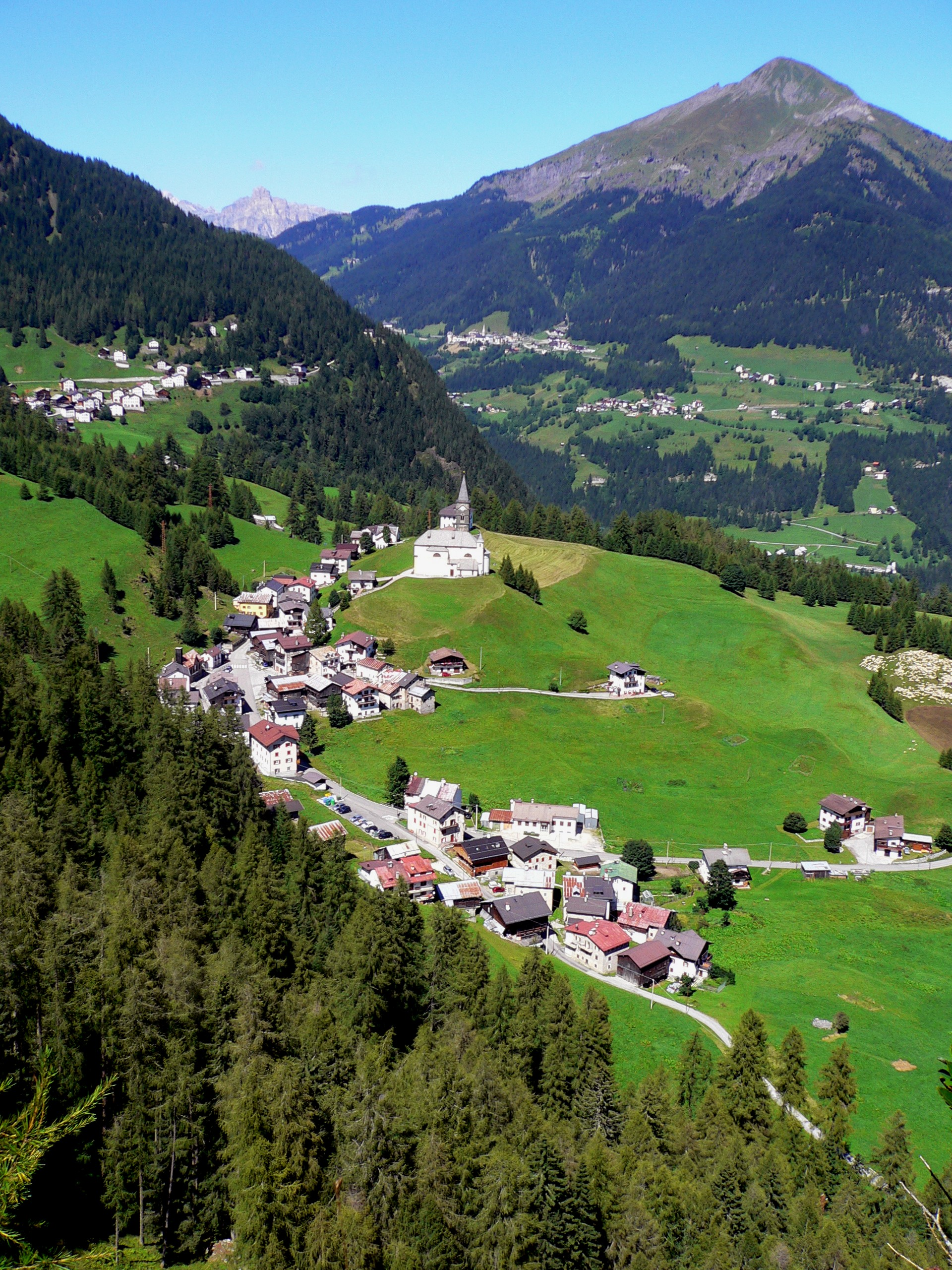
Laste.
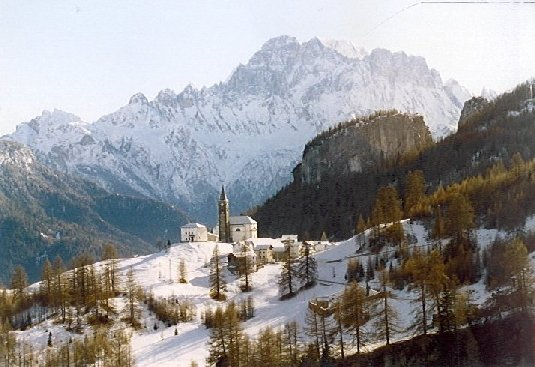
Moé di Laste et la Civetta.
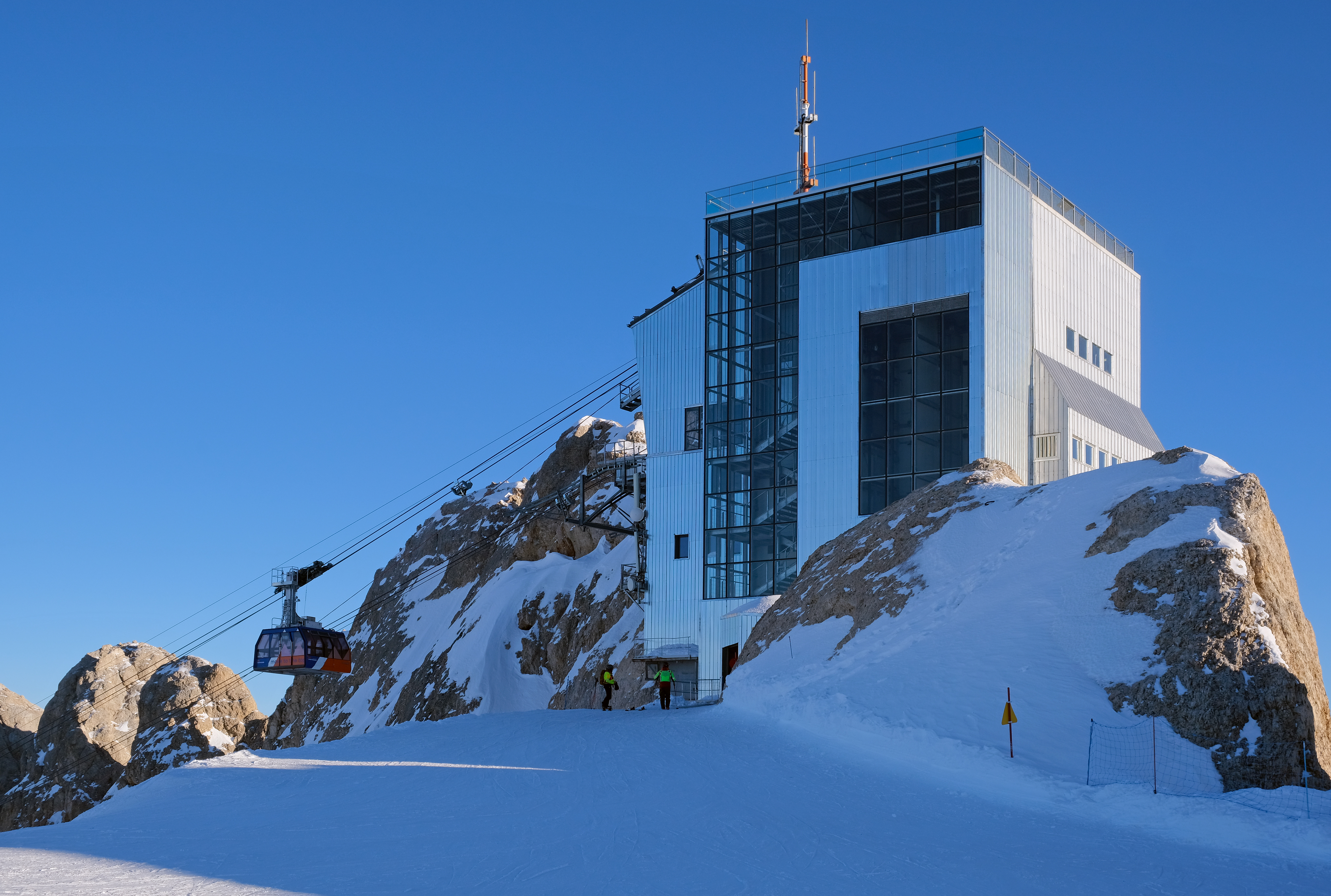
Punta Rocca, la station supérieure du téléphérique de la Marmolada (Serauta - Punta Rocca).
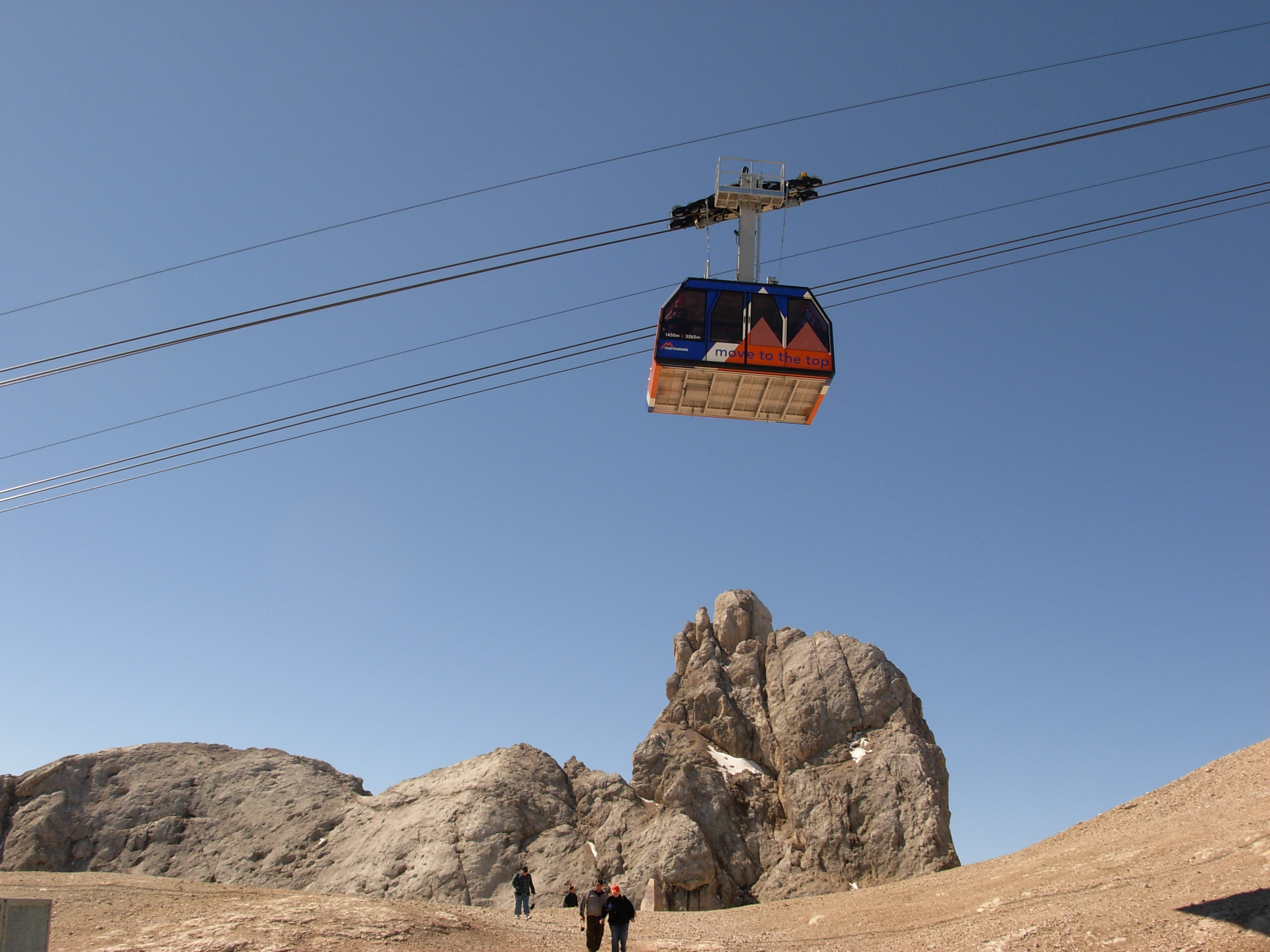
Téléphérique Malga Ciapela - Punta Rocca.
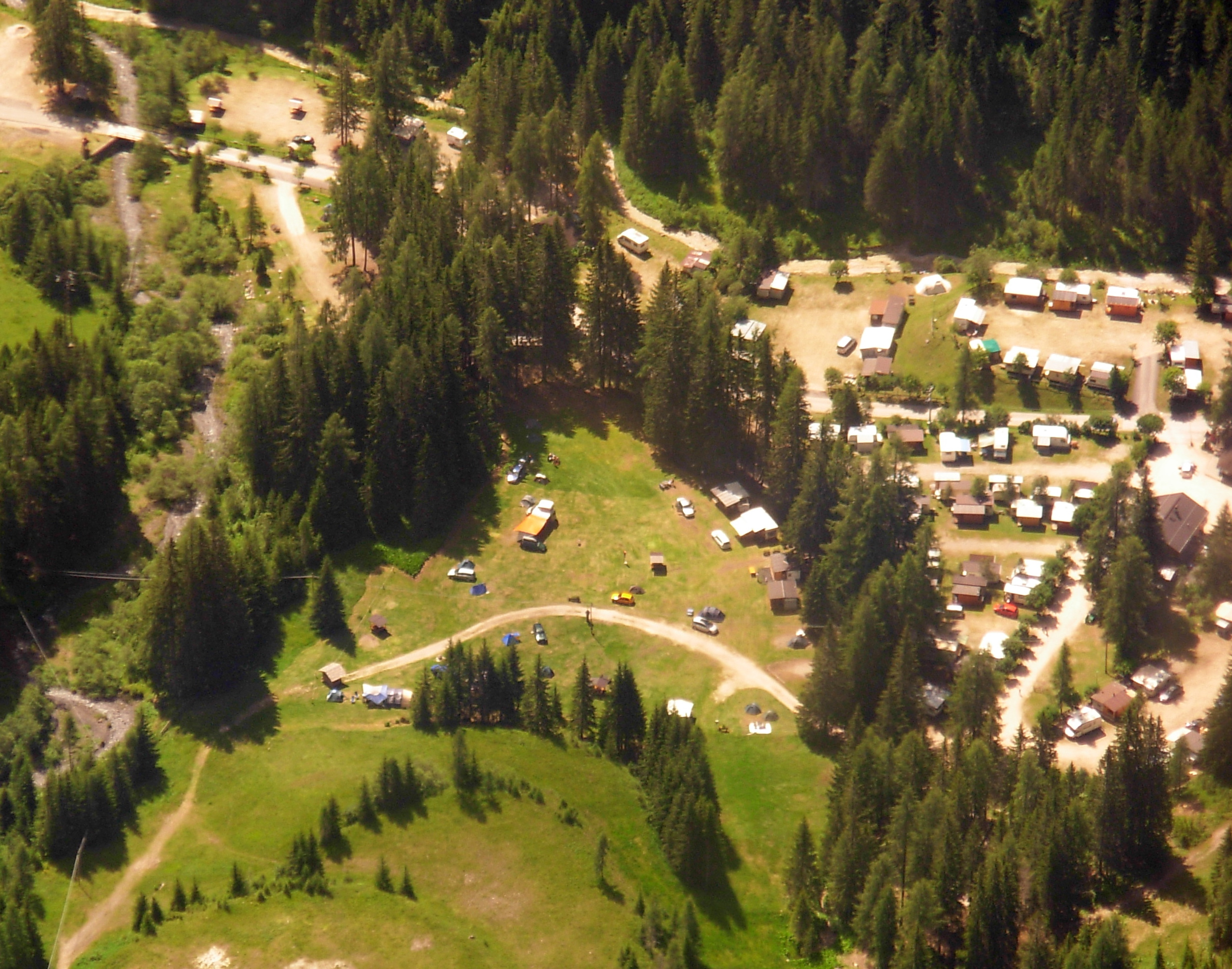
Camping de Malga Ciapela.